# Stănilești
Stănilești je rumunská obec v župě Vaslui. Žije zde přibližně 5 000 obyvatel. Obec leží na východě Rumunska a její území sousedi s Moldavskem. Obec se skládá ze sedmi částí.

## Části obce
- Stănilești – 2 516 obyvatel
- Bogdana-Voloseni – 143 obyvatel
- Budu Cantemir – 246 obyvatel
- Chersăcosu – 570 obyvatel
- Gura Văii – 422 obyvatel
- Pogănești – 1 080 obyvatel
- Săratu – 29 obyvatel